# Novi Pazar
Novi Pazar (in cirillico: Нови Пазар?; lett. "nuovo bazar") è una municipalità del distretto di Raška in Serbia. 
Si trova oggi nella regione del Sangiaccato, di cui è il capoluogo, nella Serbia Centrale ai confini con il Kosovo, mentre in passato faceva parte del Sangiaccato di Novi Pazar.

## Geografia fisica
La città è il più importante centro economico e culturale del Sangiaccato. È situata lungo il corso del fiume Raška, nella valle dei fiumi Jošanica, Deževska, e Ljudska, a un'altitudine di 496 m s.l.m., circondata dalle cime della Golija e della Rogozna appartenenti alle Alpi Dinariche e dall'altipiano di Pešter.
La municipalità ha un'area di 742 km² e conta 110.140 abitanti (secondo il censimento del 2011), divisi in circa 100 frazioni. La sola area urbana conta, invece, 66.527 cittadini.

### Frazioni
Alulović, Bajevica, Banja, Bare, Batnjik, Bekova, Bele Vode, Boturovina, Brđani, Brestovo, Vever, Vidovo, Vitkoviće, Vojkoviće, Vojniće, Vranovina, Vučiniće, Vučja Lokva, Golice, Gornja Tušimlja, Goševo, Građanoviće, Gračane, Grubetiće, Deževa, Dojinoviće, Drum, Dolac, Doljani, Dragočevo, Dramiće, Žunjeviće, Zabrđe, Zlatare, Ivanča, Izbice, Jablanica, Javor, Janča, Jova, Kašalj, Kovačevo, Kožlje, Koprivnica, Kosuriće, Kruševo, Kuzmičevo, Leča, Lopužnje, Lukare, Lukarsko, Goševo, Lukocrevo, Miščiće, Mur, Muhovo, Negotinac, Odojeviće, Okose, Osaonica, Osoje, Oholje, Pavlje, Paralovo, Pasji Potok, Pilareta, Pobrđe, Požega, Požežina, Polokce, Pope, Postenje, Prćenova, Pusta Tušimlja, Pustovlah, Radaljica, Rajetiće, Rajkoviće, Rajčinoviće, Rajčinovićka Trnava, Rakovac, Rast, Sebečevo, Sitniče, Skukovo, Slatina, Smilov Laz, Srednja Tušimlja, Stradovo, Sudsko Selo, Tenkovo, Trnava, Tunovo, Hotkovo, Cokoviće, Čašić Dolac, Šavci, Šaronje, Štitare, Zaguljača.

## Storia

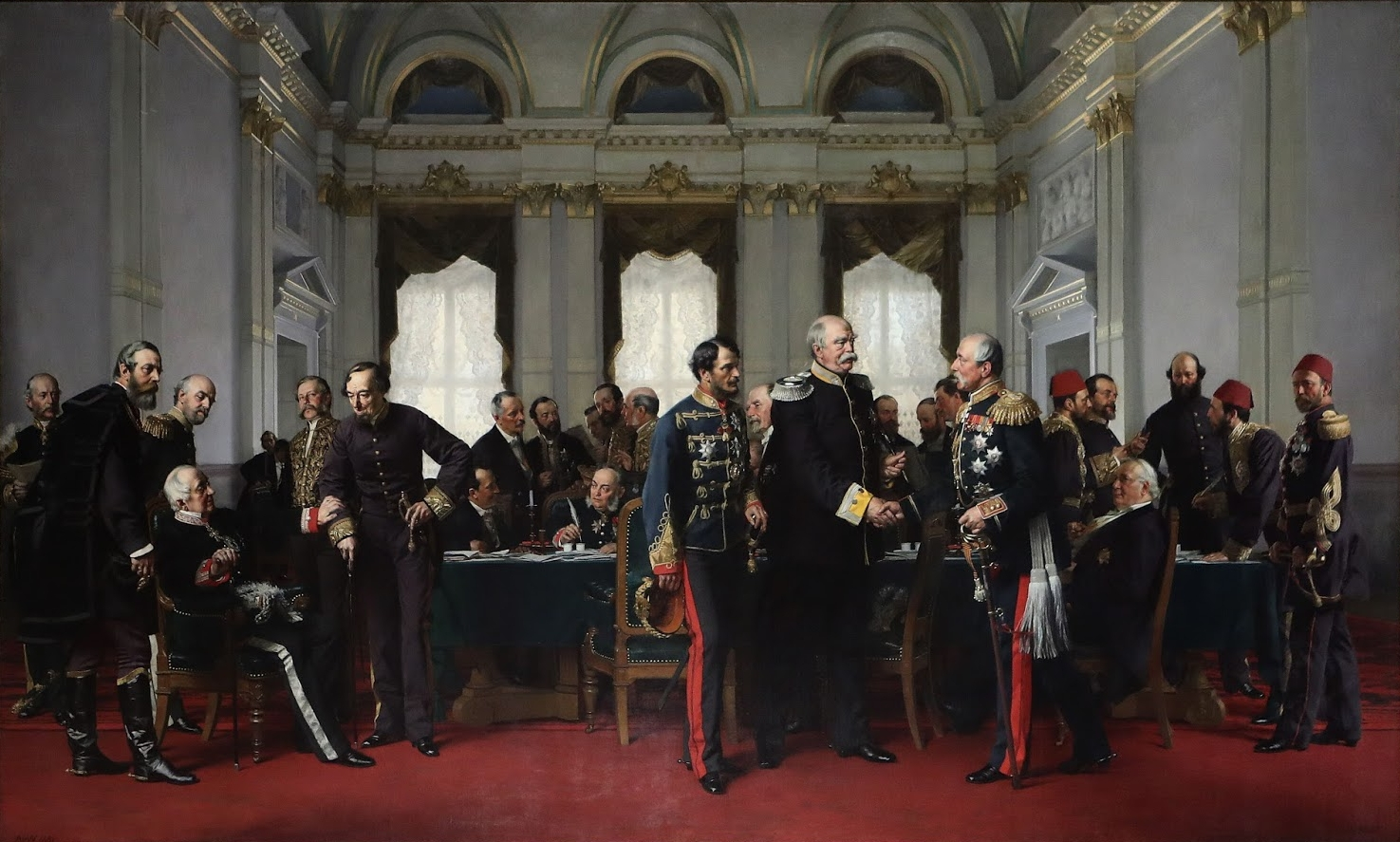
Congresso di Berlino

Il primo documento in cui è menzionata Novi Pazar è una cronaca del XV secolo in cui si parla della decisione del consiglio cittadino di Ragusa di Dalmazia di insediarvi un proprio console. Formalmente la città fu fondata tra il 1459 e il 1461 da Isa-Beg Isaković, lo stesso che istituì il Sangiaccato di Bosnia e fondò la città di Sarajevo.
Prima della conquista ottomana, era un piccolo centro commerciale legato alla capitale della Serbia di allora, Ras che, non essendo in posizione propizia per i commerci, utilizzava questo piccolo avamposto a 8 km di distanza, più vicino alle vie di comunicazione.
Il suo nome che in turco era Yenipazar (Nuovo bazar) deriva proprio dalla sua funzione di crocevia di carovane, che ha assolto per tutta la sua storia, collegando Ragusa con Niš, Sarajevo, Sofia, Costantinopoli, Belgrado e Budapest.
Dal XV al XX secolo fu capitale del Sangiaccato di Novi Pazar che dopo il Congresso di Berlino nel 1878 fu occupato militarmente dall'Austria fino al 1908, quando fu restituita ai turchi. Nell'ottobre del 1912 fu conquistata dalle truppe serbe nella prima guerra balcanica e dopo la prima guerra mondiale fu annessa al Regno di Jugoslavia. Durante la seconda guerra mondiale, insieme al Sangiaccato, fu occupata dalle truppe italiane e annessa al protettorato della Grande Albania; dopo la guerra divenne parte della Repubblica Socialista Federale di Jugoslavia.

## Società

### Evoluzione storica della popolazione
Nel 2011 la popolazione censita è di 66.527 abitanti.

### Gruppi etnici

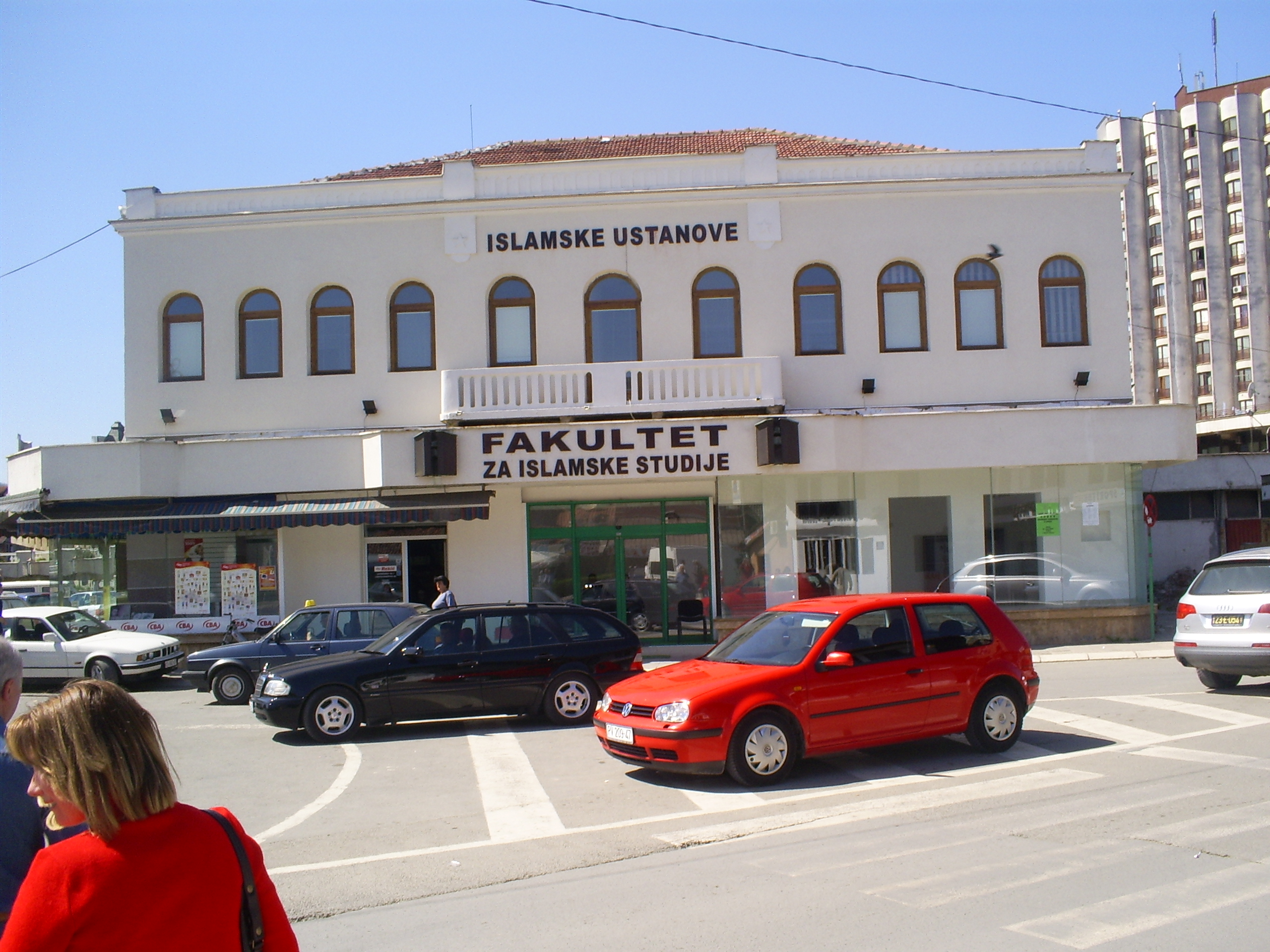
Facoltà degli studi islamici.

Gruppi etnici presenti in città, censiti nel 2002:

## Cultura

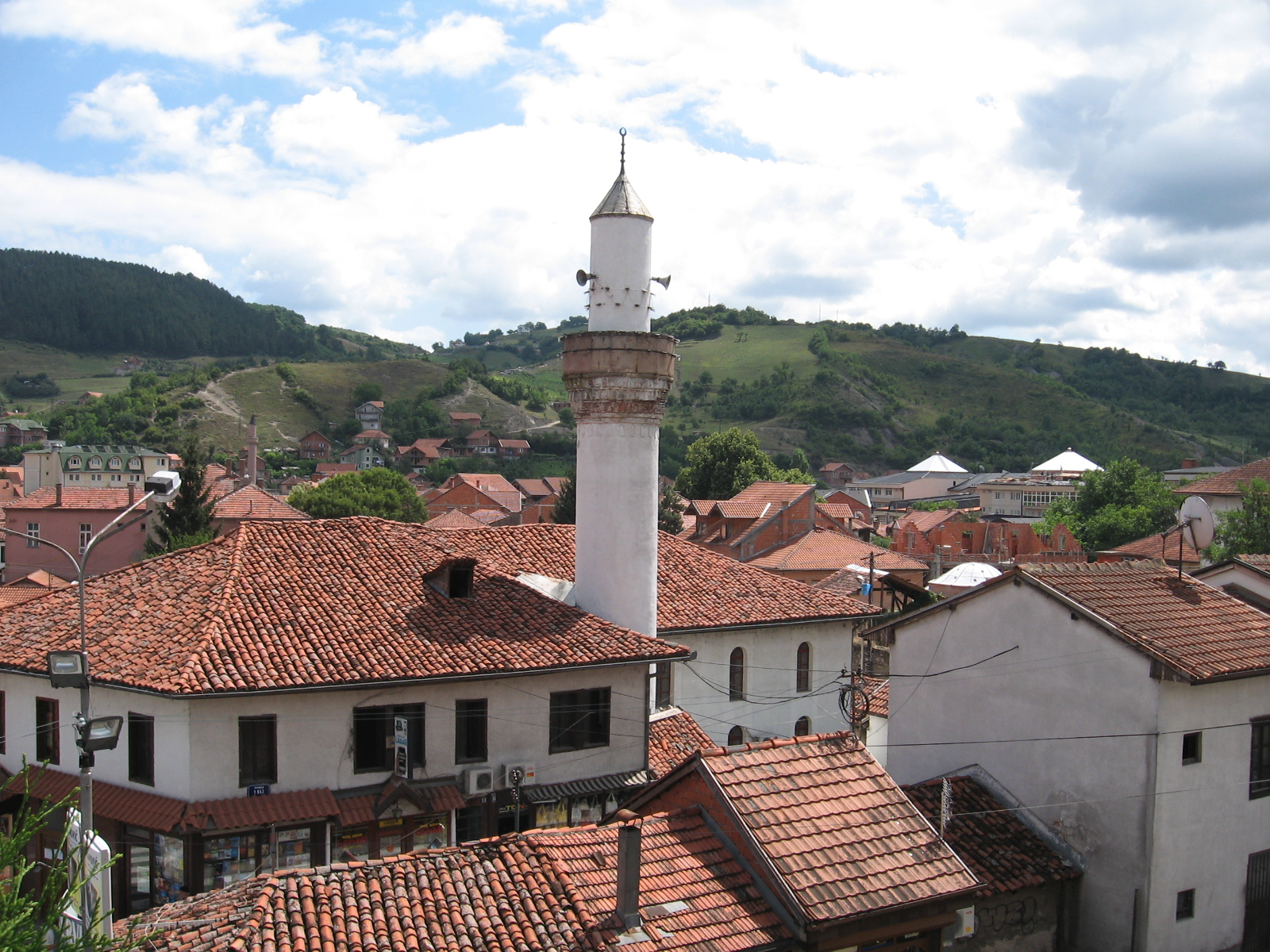
Case del centro

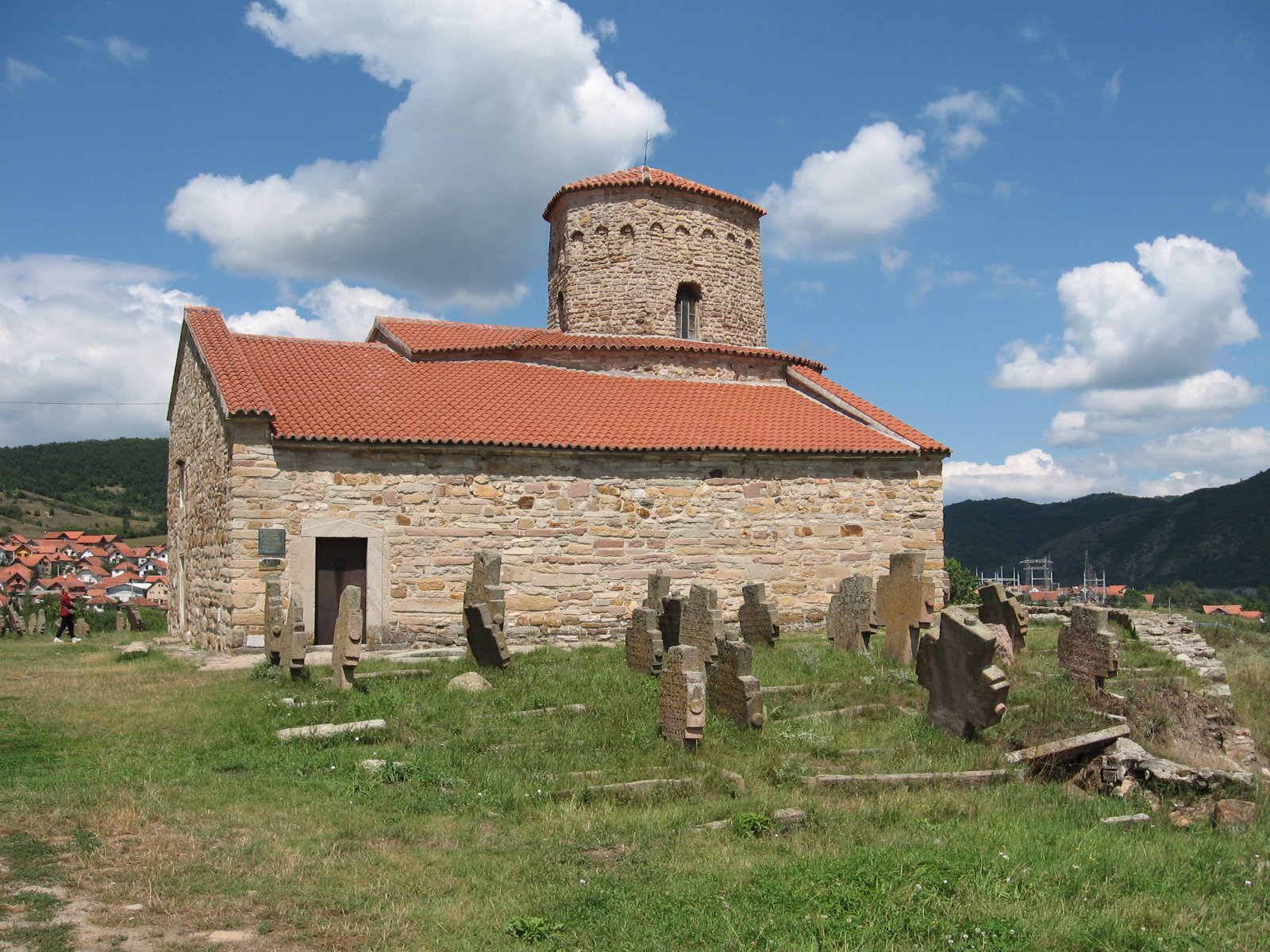
Petrova crkva

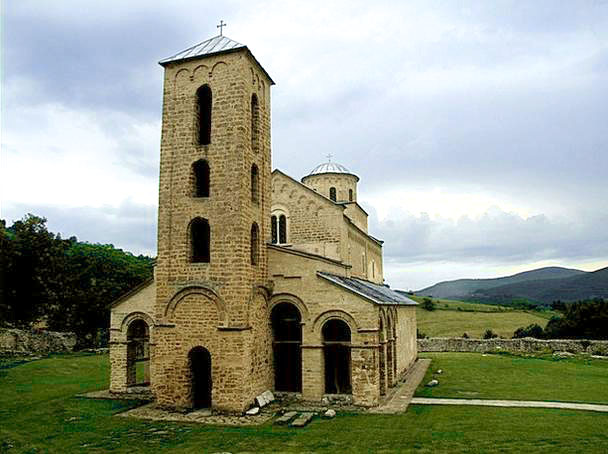
Monastero di Sopoćani

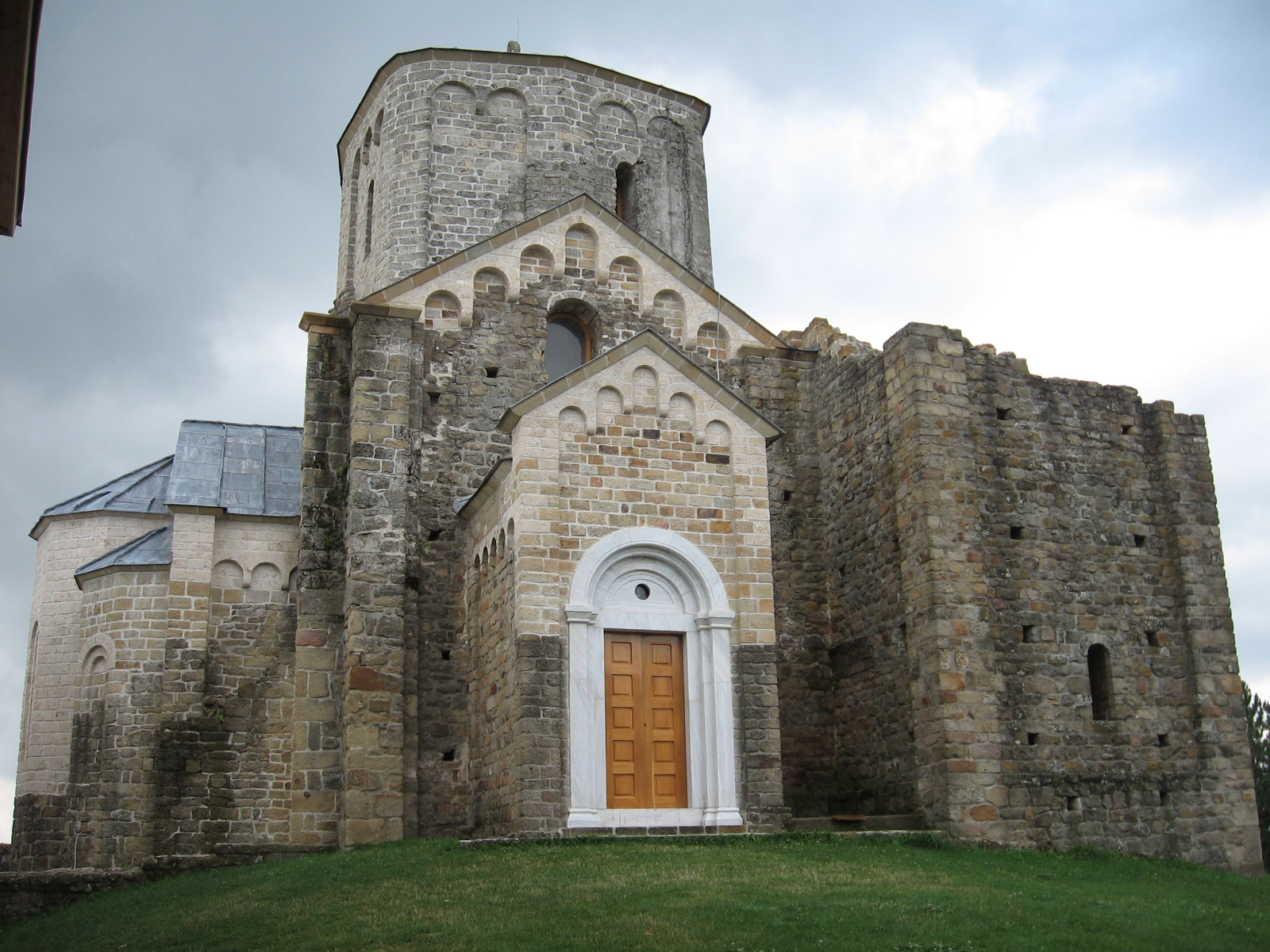
Đurđevi Stupovi

L'alternanza delle dominazioni serba e ottomana nella città ha lasciato in Novi Pazar una testimonianza negli edifici storici. Al IX-X secolo risale la chiesa ortodossa di San Pietro (Petrova crkva, Петрова црква), appena fuori dal centro, che contiene affreschi risalenti al X, XI e XII secolo, fondata, probabilmente, per volontà di Stefano Nemanja.
Al periodo turco, invece, risalgono l'hammam costruito negli anni 60 del XV secolo, le mura della fortezza dello stesso periodo, la moschea Altun Alem (Altun Alem džamija) eretta nel XVI secolo, il caravanserraglio di Amir-agin del XVII secolo, oltre ad altri edifici di minor importanza che costituiscono il centro storico della città.
Sulle colline della città, sorge il monastero di San Giorgio (Đurđevi Stupovi, Ђурђеви Ступови) fatto costruire da Stefano Nemanja come ringraziamento per averlo salvato dalla prigionia.
Edificio d'inestimabile valore storico e architettonico è il Monastero di Sopoćani (Manastir Sopoćani, Манастир Сопоћани), a 7 chilometri da Novi Pazar, edificato per volontà del re Stefano Uroš I nella seconda metà del XII secolo, dedicato alla Santissima Trinità. A 8 chilometri dalla città, si trovano i resti dell'antica capitale serba Stari Ras (Стари Рас), di cui Novi Pazar era, fino al XIII secolo, un avamposto commerciale.
Istituzioni culturali importanti sono il Museo nazionale, la Biblioteca nazionale, la Casa della cultura "Oslobođenje" e l'Archivio storico "Ras".
Le manifestazioni che annualmente si svolgono a Novi Pazar sono il Festival dei cori giovanili, il meeting degli autori letterari e la rassegna pittorica Sopoćanska viđenja.

## Sport
La squadra di calcio di Novi Pazar è l'FK Novi Pazar fondato nel 1928 col nome di FK Sandžak, che più tardi divenne FK Deževa. L'FK Novi Pazar debuttò con questa denominazione nel 1962 come club amatoriale del campionato jugoslavo.
Nel campionato 2003-2004 ha raggiunto la Seconda liga (Serie B) e nel 2005-2006 è stata promossa nella Prima liga.
Nella pallacanestro, la città è rappresentata dall'OKK Novi Pazar che milita nel campionato 1Srpska.